# Friedrich Thiele (Offizier)
Friedrich Thiele (* 23. Januar 1844 in Salzburg; † 15. Oktober 1920 in Wien) war ein österreichischer Artillerieoffizier und Metallurg.

## Leben und Wirken
Thiele war der Sohn eines einfachen Soldaten. Er trat 1861 in die Artillerieakademie in Mährisch Weißkirchen ein und verließ sie 1865 als Unterleutnant der Artillerie. Im Deutschen Krieg von 1866 gegen Preußen kämpfte er in den Schlachten bei Gitschin und bei Königgrätz. 1867–69 besuchte er den höheren Artillerie-Kurs und studierte 1869–70 Mathematik am polytechnischen Institut in Wien. Anschließend kam er zum technisch-administrativen Militärkomitee und entwickelte eine neue Art von Panzerplatten als Verbund von Schmiedeeisen und Stahl (Compoundpanzerung), welche den bisherigen reinen Schmiedeeisen-Platten überlegen waren. Diese wurden dann zur Panzerung der Fluss-Monitore SMS Maros und SMS Leitha verwendet. 1872–73 war er Generalstabsoffizier, wurde aber nicht in den Generalstab übernommen. 1873–79 war er Lehrer der höheren Mathematik an der technischen Militärakademie in Wien. 1875 wurde er zum Hauptmann befördert. 1881 kam er zum Militär-Bildungswesen des k.u.k. Kriegsministeriums und unterrichtete auch die Söhne von Erzherzog Karl Salvator. 1884 übernahm er als Major das Kommando eines Artilleriebataillons, stürzte jedoch mit dem Pferd so schwer, dass er beurlaubt werden musste. Erst 1887 konnte er den Dienst wieder aufnehmen, allerdings nicht mehr bei der aktiven Truppe, sondern als Leiter der Betriebs-Inspektion II in der Artilleriezeugsfabrik in Wien. In dieser Funktion beschäftigte er sich weiterhin mit Legierungen und entwickelte die von Franz von Uchatius erfundene Stahlbronze weiter. 1891 wurde Thiele zum Oberst befördert. 1893 wurde er Kommandant der Artilleriezeugsfabrik und 1898 Direktor des Arsenals in Wien, wo er sich weiterhin der Verbesserung von Geschützrohren widmete. 1902 wurde er zum Feldmarschallleutnant befördert und 1906 trat er in den Ruhestand.

## Auszeichnungen
- 1871 Ritterkreuz des Franz-Joseph-Ordens
- 1904 Großkreuz des Franz-Joseph-Ordens
- 1903 Ritterkreuz des Leopold-Ordens[1]